# Pseudophilyra
Pseudophilyra is een geslacht van kreeftachtigen uit de klasse van de Malacostraca (hogere kreeftachtigen).

## Soorten
- Pseudophilyra albimaculata Chen & Sun, 2002
- Pseudophilyra blandfordi Alcock, 1896
- Pseudophilyra burmensis Sakai, 1983
- Pseudophilyra deficiens Ihle, 1918
- Pseudophilyra intermedia Ihle, 1918
- Pseudophilyra melita de Man, 1888
- Pseudophilyra nanshaensis Chen, 1995
- Pseudophilyra perryi (Miers, 1877)
- Pseudophilyra polita Miers, 1884
- Pseudophilyra punctulata Chen & Ng, 2003
- Pseudophilyra pusilla Henderson, 1893
- Pseudophilyra tenuipes Ihle, 1918
- Pseudophilyra tridentata Miers, 1879
- Pseudophilyra woodmasoni Alcock, 1896